# コヨリムシ目
コヨリムシ目（Palpigradi）は、鋏角亜門・クモガタ綱に所属する節足動物の分類群の1つ、コヨリムシ（コヨリムシ類）と総称される微小な土壌生物である。
同じくクモガタ類であるサソリモドキに似通う外見をもち、英名も「microwhip scorpion」（微小なサソリモドキ/ムチサソリ）と呼ばれていたが、サソリモドキとは系統的に近縁ではない。

## 形態

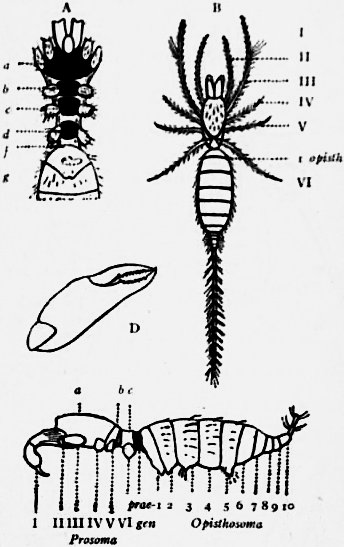
コヨリムシの構造
A：前体、腹面（a-d：前体の腹板）
B：全身、背面
D：鋏角（先端2節）
a-c（下）：背板（peltidium）
I：鋏角
II：触肢
III-VI：歩脚

ごく小型の動物であり、最大の種でも3mmを越えない。体は細長く、鞭のような細長い尾節を持つ点ではサソリモドキに似ているが、他の特徴は大きく異なる。

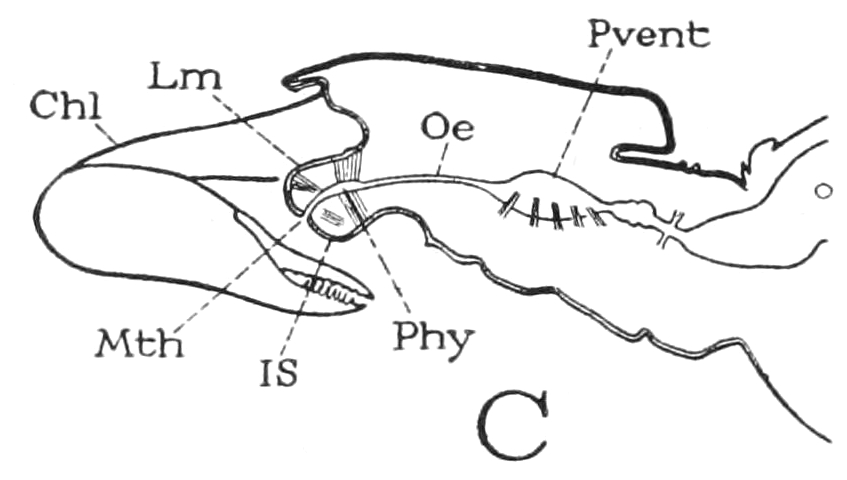
前体の断面図（Chl：鋏角、Mth：口、Lm：上唇、Is：下唇）

前体（prosoma、頭胸部）は先節と第1-6体節を含んでおり、眼はない。背面の背甲は3枚の「peltidium」という外骨格に細分されており、前端から第2脚まで（第1-4体節）を覆う「propeltidium」と、第3・4脚に当たる第5・6体節のそれぞれの背面で「mesopeltidium」と「metapeltidium」がある。腹面では4枚の腹板があり、それぞれ口器から第1、2、3、4脚の間に配置される。クモガタ類の中では、前体の体節が全て癒合して区別がつかないのが普通で、このように前体が部分的に分節したクモガタ類は、本群の他にヤイトムシとヒヨケムシなどしかない。
他のクモガタ類と同様、前体には鋏角、触肢、および4対の脚という計6対の付属肢（関節肢）がある。鋏角は典型的な3節で、先端2節は鋏を構成する。触肢は形態が歩脚らしいだけでなく、役割も他のクモガタ類の感覚や捕食用とは異なり、歩行に使う。第1脚は細長く、感覚器となり、残り3対の歩脚は触肢と共に歩行に用いられる。口は鋏角と触肢の間にあり、上唇と下唇に覆われる。
縦長い楕円形の後体（opisthosoma、腹部）は11節からなり、ほとんどが上下で背板と腹板に覆われ、前体につながる部分はやや狭くなる。生殖口は後体第2節に開き、第4-6節の腹面は「ventral sacs」と呼ばれる対になった突起物をもち、これは付属肢由来の器官であると考えられる。末端の3節は小さな環状節となり、その先は鞭状の尾節（telson、鞭状体 flagellum）が伸びる。尾節は14-15節に分かれ、長い剛毛が生えている。
クモガタ類にしては例外的に、書肺や気管などの呼吸器官を欠き、体表を通じてガス交換を行う（皮膚呼吸）。

## 生態
多くは土壌中に住み、湿ったところに生息する。洞穴から発見されるものもある。動きは素早く、生態について詳しいことは分かっていない。肉食性と思われるが、Eukoenenia spelaeaは藍藻を摂食することが見られる。繁殖行動は不明で、一回に少数、体型に対して大型の卵を産むことしか知られていない。

## 分布と分類
世界各地に分布が知られ、マダガスカルには種数が多いことがわかっている。日本ではかつて小笠原諸島において不完全な標本が採集されているのみである。
コヨリムシ類はクモガタ類の多くの祖先形質をもつと思われる。かつては最も原始的なクモガタ類と考えられたが、確実の系統的位置は未だに不明である。
化石種を含め、2003年まででは2科79種のコヨリムシ類が知られる。
Eukoeneniidae
- Allokoenenia (1種)
- Eukoenenia (60種)
- Koeneniodes (8種)
- Leptokoenenia (2種)
- †Electrokoenenia (1種)

Prokoeneniidae
- Prokoenenia (6種)
- Triadokoenenia (1種)

incertae sedis
- †Paleokoenenia (1種)